# Nuvens Flutuantes
Ukigumo (浮雲,, lit. "nuvens flutuantes", bra/prt: Nuvens Flutuantes) é um filme de drama japonês de 1955 dirigido por Mikio Naruse. É baseado no romance de mesmo nome feito pela escritora japonesa Fumiko Hayashi, publicado pouco antes de sua morte em 1951. O filme recebeu vários prêmios nacionais após seu lançamento e continua sendo uma das obras mais aclamadas desse diretor.

## Sinopse
O filme se inicia com Yukiko, uma mulher que acaba de ser expatriada da Indochina Francesa, onde trabalhava como secretária de um projeto florestal do governo japonês durante a guerra. Em Tóquio, Yukiko procura Kengo, um dos engenheiros do projeto, com quem teve um caso e que havia prometido se divorciar de sua esposa Kuniko para ficar com ela. Eles renovam o relacionamento, mas Kengo depois diz a Yukiko que não pode deixar sua esposa por estar adoentada. Após isso, ela se torna amante de um soldado americano como forma de sobreviver na crise econômica que assolava o país. Mas mesmo assim, Yukiko não consegue cortar seus laços com Kengo, embora ele até tenha começado um caso com uma mulher mais jovem e já casada, Osei. Grávida de Kengo, Yukiko faz um aborto. Mais tarde, ela ouve de Kengo que Kuniko morreu. Eventualmente, Yukiko segue Kengo até seu novo emprego na ilha de Yakushima, onde ela morre devido à sua saúde debilitada e ao clima úmido do local.

## Elenco
- Hideko Takamine como Yukiko Koda
- Masayuki Mori como Kengo Tomioka
- Mariko Okada como Osei Mukai
- Chieko Nakakita como Kuniko Tomioka
- Daisuke Katō como Seikichi Mukai
- Isao Yamagata como Sugio Iba
- Mayuri Mokushō como uma garota vinda de Nomiya
- Noriko Sengoku como uma mulher da ilha de Yakushima
- Fuyuki Murakami como Makita
- Heihachiro Okawa como Dr. Higa
- Nobuo Kaneko como Kanō
- Roy James como soldado americano
- Akira Tani como um crente

## Recepção
O diretor de cinema Yasujirō Ozu viu Ukigumo após seu lançamento e chamou-o de "uma verdadeira obra-prima" em seus diários pessoais.

## Prêmios
- 1956: Blue Ribbon Awards de Melhor Filme[10]
- 1956: Prêmio Kinema Junpo de Melhor Filme, Melhor Ator (Masayuki Mori), Melhor Atriz (Hideko Takamine) e Melhor Diretor (Mikio Naruse)[11][12]
- 1956: Mainichi Film Concours de Melhor Filme, de Melhor Atriz (Hideko Takamine), de Melhor Diretor (Mikio Naruse) e de Melhor Direção de Som (Hisashi Shimonaga)[13]

## Legado
Ukigumo é o filme mais popular de Naruse no Japão. Ele ficou em terceiro lugar entre os melhores filmes japoneses de todos os tempos em uma pesquisa com 140 críticos e cineastas japoneses conduzida pela revista Kinema Junpo em 1999. O cineasta Akira Kurosawa citou o filme como um de seus 100 favoritos.
Foi exibido no Berkeley Art Museum e no Pacific Film Archive em 1981, no Museu de Arte Moderna de Nova York em 1985, e no Harvard Film Archive em 2005 como parte de suas retrospectivas sobre Mikio Naruse, e na Cinémathèque Française em 2012 e 2018.

## Análise
O cineasta Bertrand Tavernier, falando de Yama no Oto de Naruse, descreveu como o diretor, no geral, gerencia minuciosamente cada etapa de seus trabalhos e que “tais idas e vindas representam transições incertas, mas tranquilizadoras: são uma forma de fazer um balanço, de definir um sentimento”. Assim, em Ukigumo, os passeios pelas ruas "são jornadas do cotidiano, onde o tempo é medido a partir de passos, – e onde mesmo o golpe mais melodramático ou o momento de prazer mais estático não pode realmente tirar os personagens da progressão nada romântica e nada sentimental de suas existências."
A estudiosa de cinema Freda Freiberg comentou sobre o ambiente do filme: "As frustrações e a tristeza dos amantes em Ukigumo estão diretamente ligadas e incorporadas às condições sociais e econômicas deprimidas e desmoralizadas do Japão no início do pós-guerra; o bombardeio das cidades, a escassez de alimentos e de habitação, a ignomínia da derrota nacional e da ocupação estrangeira, e a tentação econômica da prostituição das mulheres com militares americanos."